# Homestead (Pensilvania)
Homestead es un borough ubicado en el condado de Allegheny en el estado estadounidense de Pensilvania. En el año 2000 tenía una población de 3569 habitantes y una densidad poblacional de 2417.5 personas por km².

## Geografía
Homestead se encuentra ubicado en las coordenadas 40°24′18.25″N 79°54′28.03″O / 40.4050694, -79.9077861.

## Demografía
Según la Oficina del Censo en 2000 los ingresos medios por hogar en la localidad eran de $16 603 y los ingresos medios por familia eran $28 314. Los hombres tenían unos ingresos medios de $25 500 frente a los $21 559 para las mujeres. La renta per cápita para la localidad era de $12 690. Alrededor del 26.6% de la población estaba por debajo del umbral de pobreza.